# Julien Bonvin
Julien Bonvin (* 10. Januar 1999 in Siders) ist ein Schweizer Hürdenläufer, der sich auf die 400-Meter-Distanz spezialisiert hat.

## Sportliche Laufbahn
Erste internationale Erfahrungen sammelte Julien Bonvin bei den 2016 erstmals in Tiflis ausgetragenen Jugendeuropameisterschaften, bei denen er mit 55,27 s im Halbfinal über 400 Meter Hürden ausschied. Im Jahr darauf schied er bei den U20-Europameisterschaften in Grosseto mit 53,75 s im Vorlauf aus und belegte mit der Schweizer 4-mal-400-Meter-Staffel in 3:11,67 min den sechsten Platz. 2018 erreichte er bei den U20-Weltmeisterschaften in Tampere den Halbfinal und schied dort mit 51,83 s aus, während er mit der Staffel mit 3:09,48 min den Finaleinzug verpasste. Im Jahr darauf schied er bei den U23-Europameisterschaften in Gävle mit 52,53 s in der ersten Runde aus, und 2021 gelangte er bei den U23-Europameisterschaften in Tallinn in 49,56 s auf Rang fünf im Hürdenlauf und kam mit der Staffel im Final nicht ins Ziel. Im Jahr darauf siegte er in 49,50 s bei den Austrian Open und schied anschliessend bei den Weltmeisterschaften in Eugene mit 50,40 s in der Vorrunde aus. Daraufhin klassierte er sich bei den Europameisterschaften in München mit 50,24 s auf dem siebten Platz.
2023 gelangte er bei den Weltmeisterschaften in Budapest bis in den Halbfinal über 400 Meter Hürden und schied dort mit 49,75 s aus. Im Jahr darauf schied er bei den Europameisterschaften in Rom mit 49,95 s im Semifinal über die Hürden aus und wurde mit der 4-mal-400-Meter-Staffel im Vorlauf disqualifiziert. Anschließend schied er bei den Olympischen Sommerspielen in Paris mit 49,08 s in der Hoffnungsrunde über 400 m Hürden aus.
In den Jahren von 2021 bis 2023 wurde Bonvin Schweizer Meister im 400-Meter-Hürdenlauf sowie 2022 Hallenmeister im 400-Meter-Lauf und 2023 über 200 Meter.

## Persönliche Bestzeiten
- 200 Meter: 21,31 s (0,0 m/s), 21. August 2021 in Bern
  - 200 Meter (Halle): 21,23 s, 19. Februar 2023 in St. Gallen
- 400 Meter: 47,35 s, 20. Juni 2018 in Thun
  - 400 Meter (Halle): 46,58 s, 27. Februar 2022 in Magglingen
- 400 m Hürden: 48,59 s, 28. Juni 2024 in Winterthur